# Shrewsbury (Virginie-Occidentale)
Pour les articles homonymes, voir Shrewsbury.
Shrewsbury est une census-designated place américaine située dans le comté de Kanawha en Virginie-Occidentale. En 2010, sa population est de 652 habitants.

## Source de la traduction
- (en) Cet article est partiellement ou en totalité issu de l’article de Wikipédia en anglais intitulé « Shrewsbury, West Virginia » (voir la liste des auteurs).